# Ucho

Budowa ucha ludzkiego.

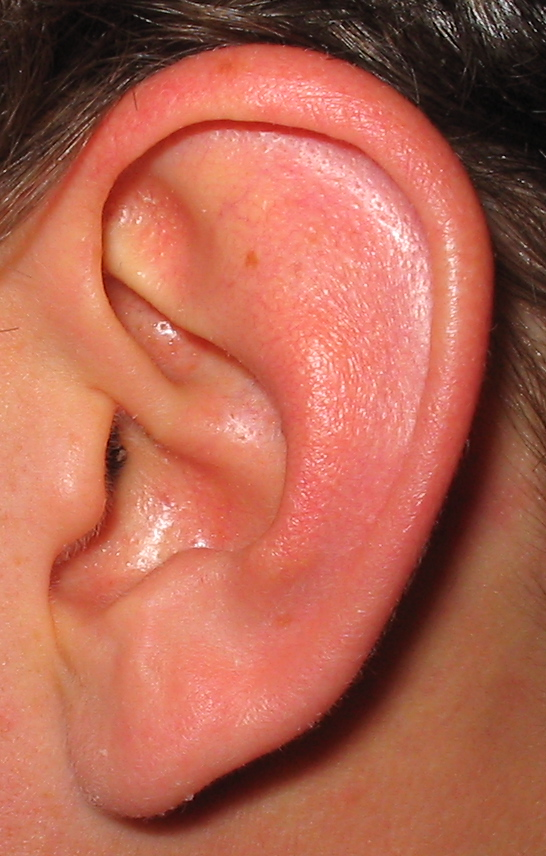
Małżowina uszna człowieka (mężczyzny)

Ucho – narząd słuchu występujący jedynie u kręgowców. Najbardziej złożone i rozwinięte uszy występują u ssaków. Ucho odbiera fale dźwiękowe, przekształca je w drgania mechaniczne, a drgania w impulsy nerwowe. Odpowiada także za zmysł równowagi (błędnik).

## Budowa ucha
Ucho składa się z trzech części: ucha zewnętrznego, ucha środkowego oraz ucha wewnętrznego. Ucho zewnętrzne występuje jedynie u ssaków. Ucho zewnętrzne i środkowe odpowiadają głównie za słuch, ucho wewnętrzne zawiera także elementy odpowiedzialne za równowagę.

### Ucho zewnętrzne
Ucho zewnętrzne wychwytuje fale dźwiękowe, wzmacnia je i kieruje na błonę bębenkową. Składa się z małżowiny usznej, przewodu słuchowego zewnętrznego i powierzchni zewnętrznej błony bębenkowej.
- Małżowina uszna – jest to fałd skórny rozpięty na elastycznym rusztowaniu z tkanki chrzęstnej. Jej kształt jest przystosowany do zbierania fal dźwiękowych i kierunkowania ich do przewodu słuchowego zewnętrznego.
- Przewód słuchowy zewnętrzny – kanał doprowadzający fale dźwiękowe do błony bębenkowej, o długości ok. 26–30 mm i średnicy ok. 7 mm. Jest on zbudowany z tkanki chrzęstnej oraz kostnej które dzielą kanał słuchowy zewnętrzny w stosunku 1:2. Pokryty jest od wewnątrz skórą, zawierającą gruczoły woskowinowe, której zadaniem jest wydzielanie woskowiny (wydzieliny zapobiegającej dostaniu się zanieczyszczeń do przewodu słuchowego), oraz włosków rozprowadzających woskowinę. Na jego końcu znajduje się błona bębenkowa.
- Powierzchnia zewnętrzna błony bębenkowej.

### Ucho środkowe
Ucho środkowe to niewielka przestrzeń w czaszce wypełniona powietrzem. Jego zadaniem jest mechaniczne wzmocnienie i doprowadzenie fal dźwiękowych do ucha wewnętrznego (poprzez okienko owalne). Część drgań przechodzi też bezpośrednio na okienko okrągłe. W skład ucha środkowego wchodzą:
- błona bębenkowa,
- jama bębenkowa,
- trzy kosteczki słuchowe,
- trąbka słuchowa (trąbka Eustachiusza),
- powierzchnia zewnętrzna okienka owalnego.

### Ucho wewnętrzne

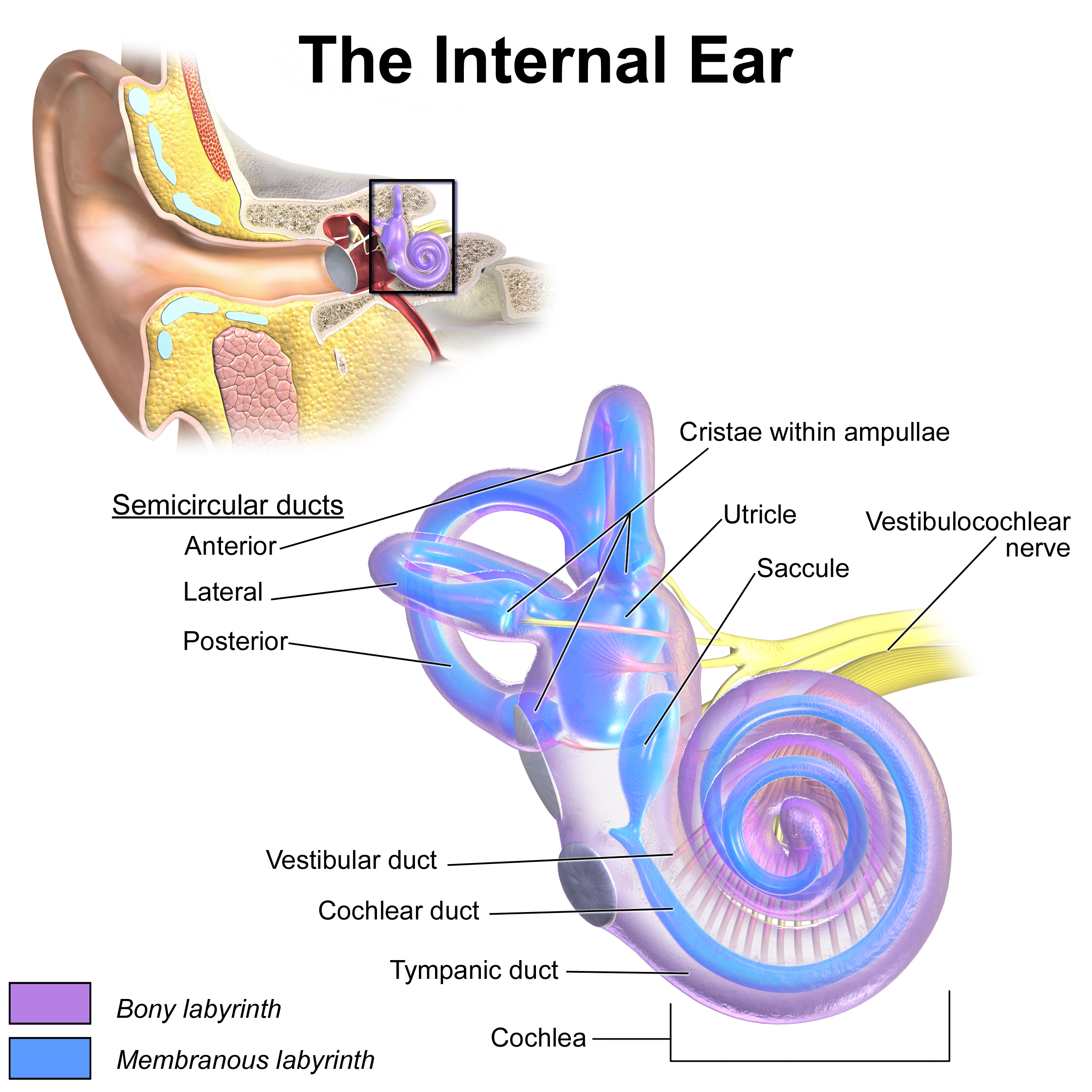
Schemat przedstawiający ucho wewnętrzne

To najbardziej skomplikowany odcinek narządu słuchu. Składa się ono z przestrzeni wewnątrz kości czaszki, zwanych błędnikiem kostnym. W jego wnętrzu mieści się błędnik błoniasty wypełniony płynem. Część błędnika przylegającego do ucha środkowego to przedsionek. Łączą się z nim ślimak i kanały półkoliste. Kanały półkoliste służą do rejestrowania zmian położenia ciała. Są narządem zmysłu równowagi.
Ucho wewnętrzne:
- ślimak
- trzy kanały półkoliste

- nerw przedsionkowo-ślimakowy
  - część ślimakowa
  - część przedsionkowa

#### Elementy odpowiedzialne za słuch
- Okienko owalne (przedsionka) – błona stykająca się bezpośrednio ze strzemiączkiem, ułatwiająca przejście drgań z ucha środkowego do wnętrza ślimaka. Drgania przechodzą do schodów przedsionka, czyli zewnętrznej komory ślimaka.
- Okienko okrągłe – błona nie stykająca się z zewnątrz z żadną z kostek, ale również mogąca przekazywać (nie wzmocnione) drgania do wnętrza ślimaka. Stanowi wyłom stykający się ze schodami ślimaka (środkowa komora ślimaka).
- Ślimak – najważniejsza część ucha wewnętrznego, z wyglądu przypominająca muszlę ślimaka. Jest to długi, zwężający się kanał kostny, zwinięty spiralnie i wypełniony w całości płynem. W środku przedzielony jest dwoma błonami – błoną podstawową i błoną Reisnera (inaczej przedsionkową). Dzielą one ślimaka na trzy komory nazywane schodami przedsionka, ślimaka i bębenka. Wewnątrz schodów ślimaka znajduje się narząd Cortiego, który zamienia pobudzenia znajdujących się na nim rzęsek w impulsy nerwowe. Zniszczenie narządu Cortiego powoduje całkowitą głuchotę.

#### Elementy odpowiedzialne za równowagę
- kanały półkoliste
- woreczek
- łagiewka